# Lista de Grã-duquesas consortes de Hesse e do Reno
Esta é uma lista das Grã-duquesas consortes de Hesse e do Reno, título concedido à esposa do Grão-duque de Hesse;

## Grã-duquesas de Hesse e do Reno
| Nome                                                                                       | Retrato | Nascimento | Cônjuge                                      | Morte                          |
| ------------------------------------------------------------------------------------------ | ------- | --- | -------------------------------------------- | ------------------------------ |
| Luísa de Hesse-Darmstadt 13 de agosto de 1806 – 24 de outubro de 1829                      |         | 15 de fevereiro de 1761 filha de Jorge Guilherme de Hesse-Darmstadt e Maria Luísa de Leiningen-Falkenburg-Dagsburg | Luís I 19 de fevereiro de 1777 8 filhos      | 24 de outubro de 1829 68 anos  |
| Guilhermina de Baden 16 de abril de 1830 – 27 de janeiro de 1836                           |         | 21 de setembro de 1788 filha de Carlos Luís de Baden e Amália de Hesse-Darmstadt                                   | Luís II 19 de junho de 1804 7 filhos         | 27 de janeiro de 1836 47 anos  |
| Matilde Carolina da Baviera 16 de junho de 1848 – 25 de maio de 1862                       |         | 30 de agosto de 1813 filha de Luís I da Baviera e Teresa de Saxe-Hildburghausen                                    | Luís III 26 de dezembro de 1833 sem filhos   | 25 de maio de 1862 48 anos     |
| Alice do Reino Unido 13 de junho de 1877 – 14 de dezembro de 1878                          |         | 25 de abril de 1843 filha de Vitória do Reino Unido e Alberto de Saxe-Coburgo-Gota                                 | Luís IV 1 de julho de 1862 7 filhos          | 14 de dezembro de 1878 35 anos |
| Vitória Melita de Saxe-Coburgo-Gota 9 de abril de 1894 – 21 de dezembro de 1901 (divórcio) |         | 25 de novembro de 1876 filha de Alfredo, Duque de Saxe-Coburgo-Gota e Maria Alexandrovna da Rússia                 | Ernesto Luís 9 de abril de 1894 1 filha      | 2 de março de 1936 59 anos     |
| Leonor de Solms-Hohensolms-Lich 2 de fevereiro de 1905 – 9 de novembro de 1918             |         | 17 de setembro de 1871 filha de Hermano de Solms-Hohensolms-Lich e Inês de Stolberg-Wernigerode                    | Ernesto Luís 2 de fevereiro de 1905 2 filhos | 16 de novembro de 1937 66 anos |

- Monarquia abolida em 1918

## Grã-duquesas titulares
| Nome                                                                           | Retrato | Nascimento                                                                                      | Cônjuge                                       | Morte                          |
| ------------------------------------------------------------------------------ | ------- | ----------------------------------------------------------------------------------------------- | --------------------------------------------- | ------------------------------ |
| Leonor de Solms-Hohensolms-Lich 9 de novembro de 1918 – 16 de novembro de 1937 |         | 17 de setembro de 1871 filha de Hermano de Solms-Hohensolms-Lich e Inês de Stolberg-Wernigerode | Ernesto Luís 2 de fevereiro de 1905 2 filhos  | 16 de novembro de 1937 66 anos |
| Cecília da Grécia e Dinamarca 9 de outubro de 1937 – 16 de novembro de 1937    |         | 22 de junho de 1911 filha de André da Grécia e Dinamarca e Alice de Battenberg                  | Jorge Donatus 2 de fevereiro de 1931 4 filhos | 16 de novembro de 1937 26 anos |
| Margaret Campbell-Geddes 17 de novembro de 1937 – 20 de maio de 1968           |         | 18 de março de 1913 filha de Auckland Geddes e Isabella Ross                                    | Luís 17 de novembro de 1937 sem filhos        | 26 de janeiro de 1997 83 anos  |

- Linhagem extinta